# Chloe Davies
Chloe Davies  (nacida el 15 de diciembre de 1998) es una nadadora paralímpica británica. Davies compite en eventos S14 principalmente de estilo libre, de espalda y mezcla prefiriendo las distancias cortas. Se clasificó para los Juegos Paralímpicos de Londres 2012 convirtiéndose en la británica competidora más joven en los Juegos. 

## Historia de carrera
Davies nació en Midsomer Norton, Inglaterra en 1998. Davies, quién tiene dificultades con su memoria a corto plazo y también padece un desorden de procesamiento auditivo, empezó a nadar cuando su madre le llevó a la piscina local desde pequeña. Se unió a club local y comenzó a competir desde los siete años de edad.
Davies se unió al Trowbridge ASC y empezó a competir a nivel nacional. En 2011, a la edad de 12 años,  entró en los Campeonatos de Curso Cortos Nacionales en Sheffield, donde consiguió un récord británico en la categoría S14 para 100 m de espalda. Al año siguiente, compitió en los Campeonatos británicos de 2012 en Londres. Allí compitió tanto en el 200 m freestyle como en el 100 m espaldas para su clasificación. Terminó en quinto lugar en el estilo espalda y segundo lugar en el freestyle, clasificándose para los Juegos Paralímpicos de Londres 2012 en ambos eventos.
En los Paralímpicos de 2012, Davies acabó primera en los 100 m espaldas, logrando su mejor marca personal de 1:09.22. A pesar de su alto rendimiento, en la final no pudo reproducir sus tiempo, consiguiendo 1:10.10 para terminar en quinto lugar detrás de su compañera británica Jessica-Jane Applegate. Davis también compitió en los 200 m estilo libre y aunque terminó en tercer puesto, se quedó a tan sólo un segundo de clasificarse como una de las ocho nadadoras más rápidas.
En 2013 ,Davies fue otra vez seleccionada para la Selección Británica, esta vez para el Campeonato Mundial IPC de Natación de 2013 en Montreal. Allí, compitió en tres categorías, los 200 m freestyle, 100 m espalda y 200 m mezcla. Quedó en 6º lugar en freestyle y en 4º en espaldas, pero consiguió el bronce en mezcla, su primera gran medalla en un evento internacional.